# Andrieu d’Andres
Andrieu d’Andres ist eine Figur des französischen Künstlers Auguste Rodin. Sie ist Teil seiner Figurengruppe Die Bürger von Calais.

## Versionen

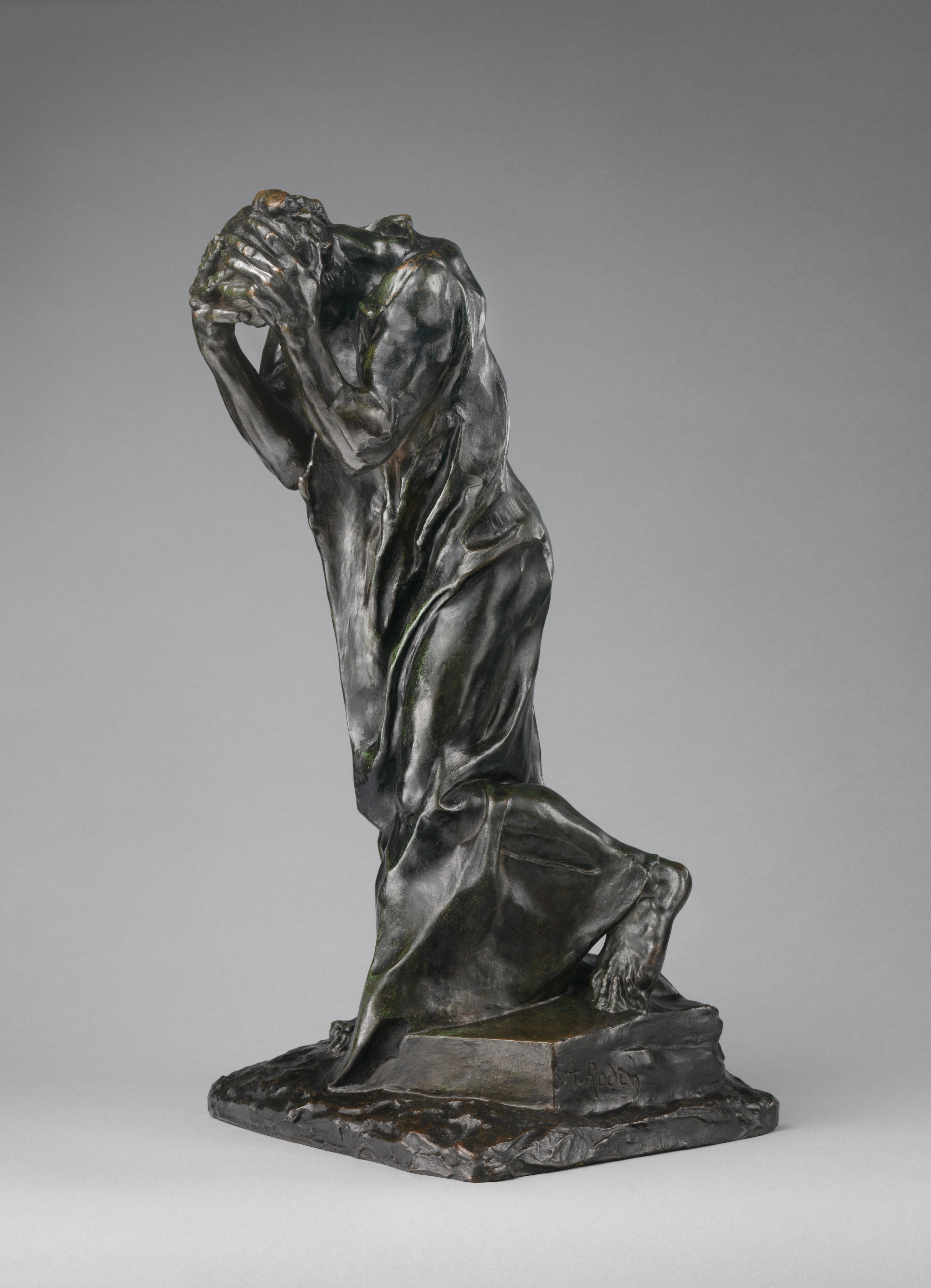
Der weinende Bürger

Nach der ersten Gruppenstudie formte Rodin Einzelstudien von jeder Figur. Die erste Studie zu d’Andres ist wie die andern fünf Figuren unbekleidet. Die fertige Figur ist mit einem schlichten Gewand versehen. Die Plastik Andrieu d’Andres wurde 1887 fertiggestellt.

### Galerie

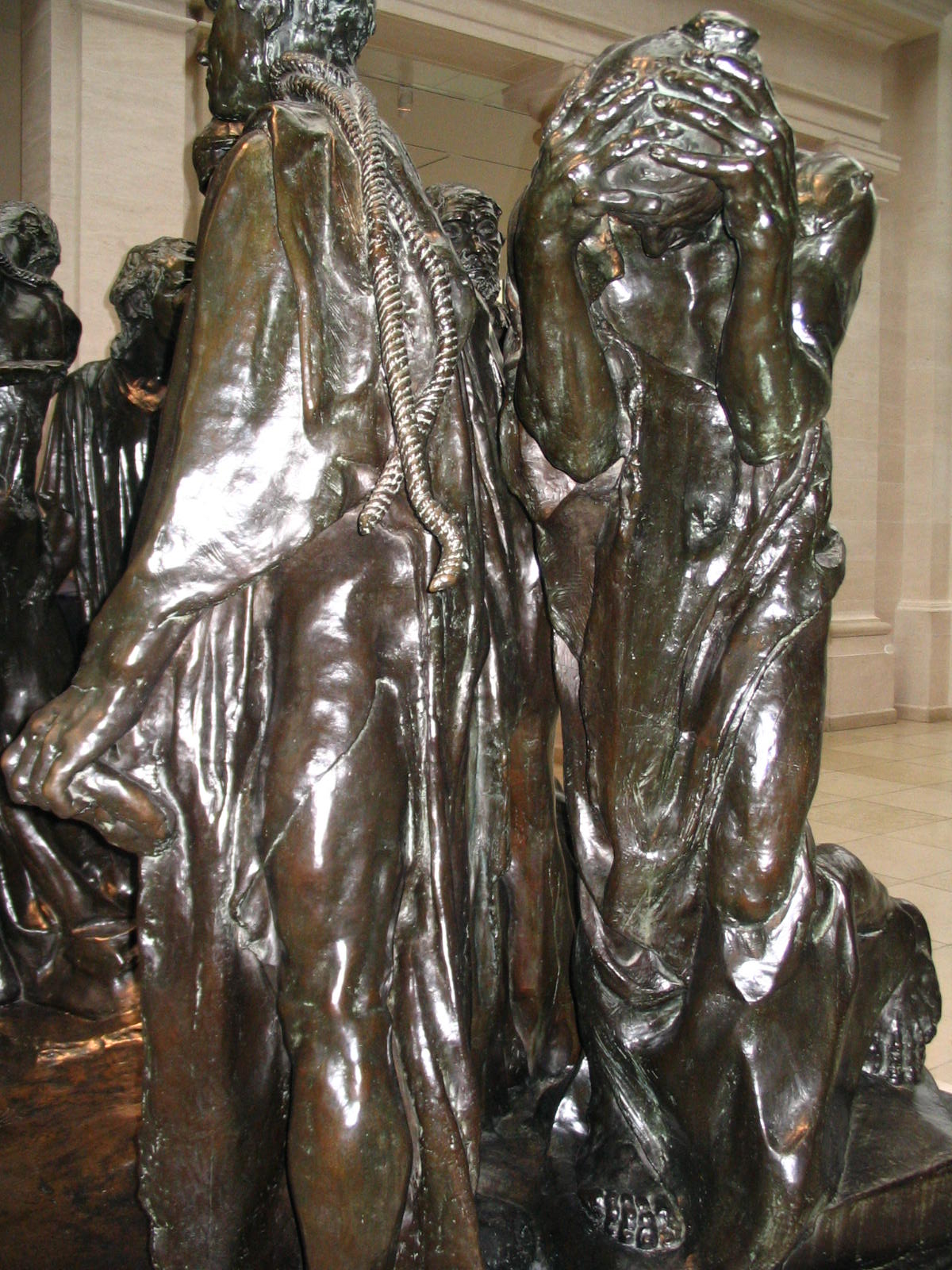
Im Zusammenhang

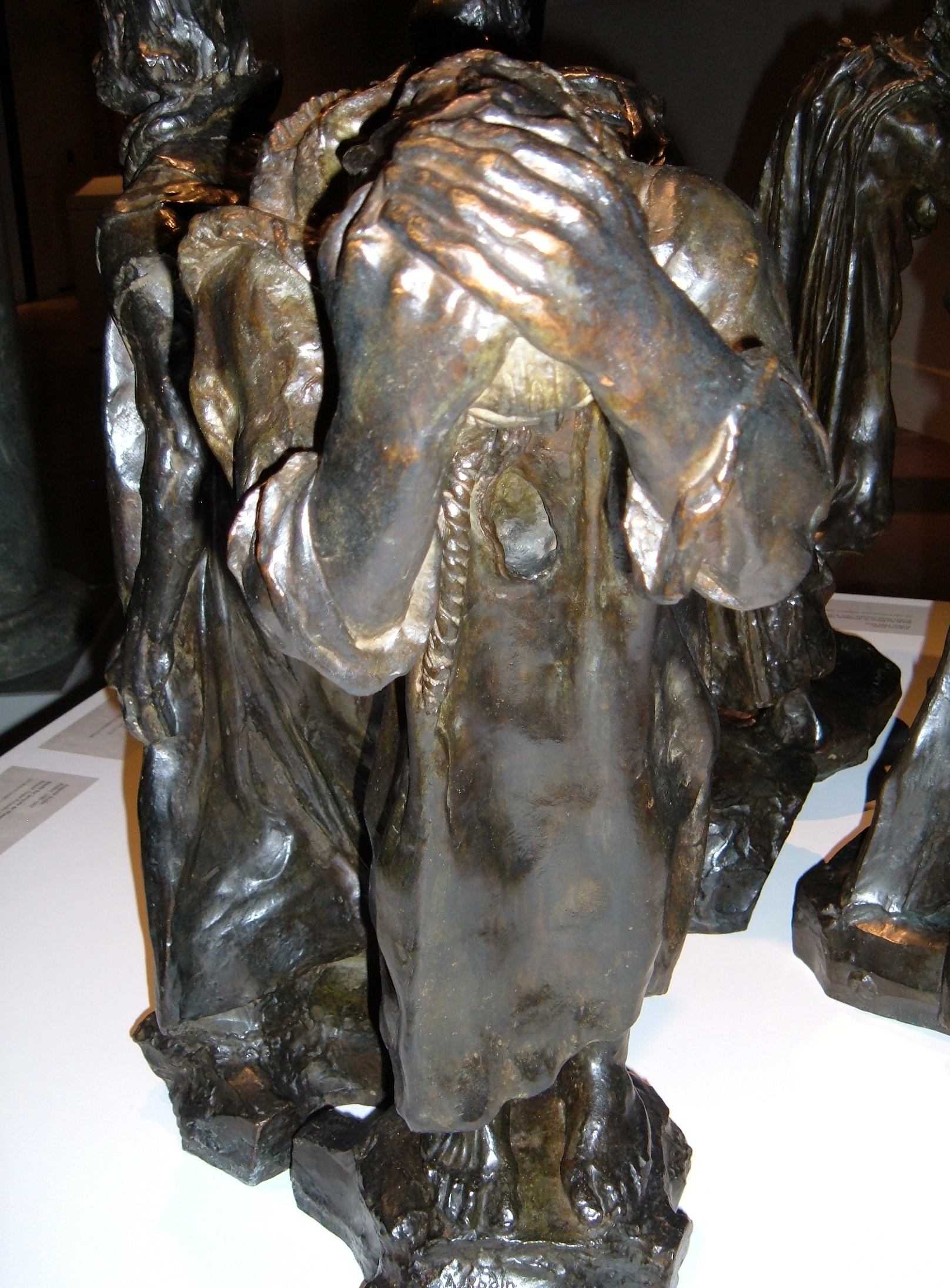
Studie von oben
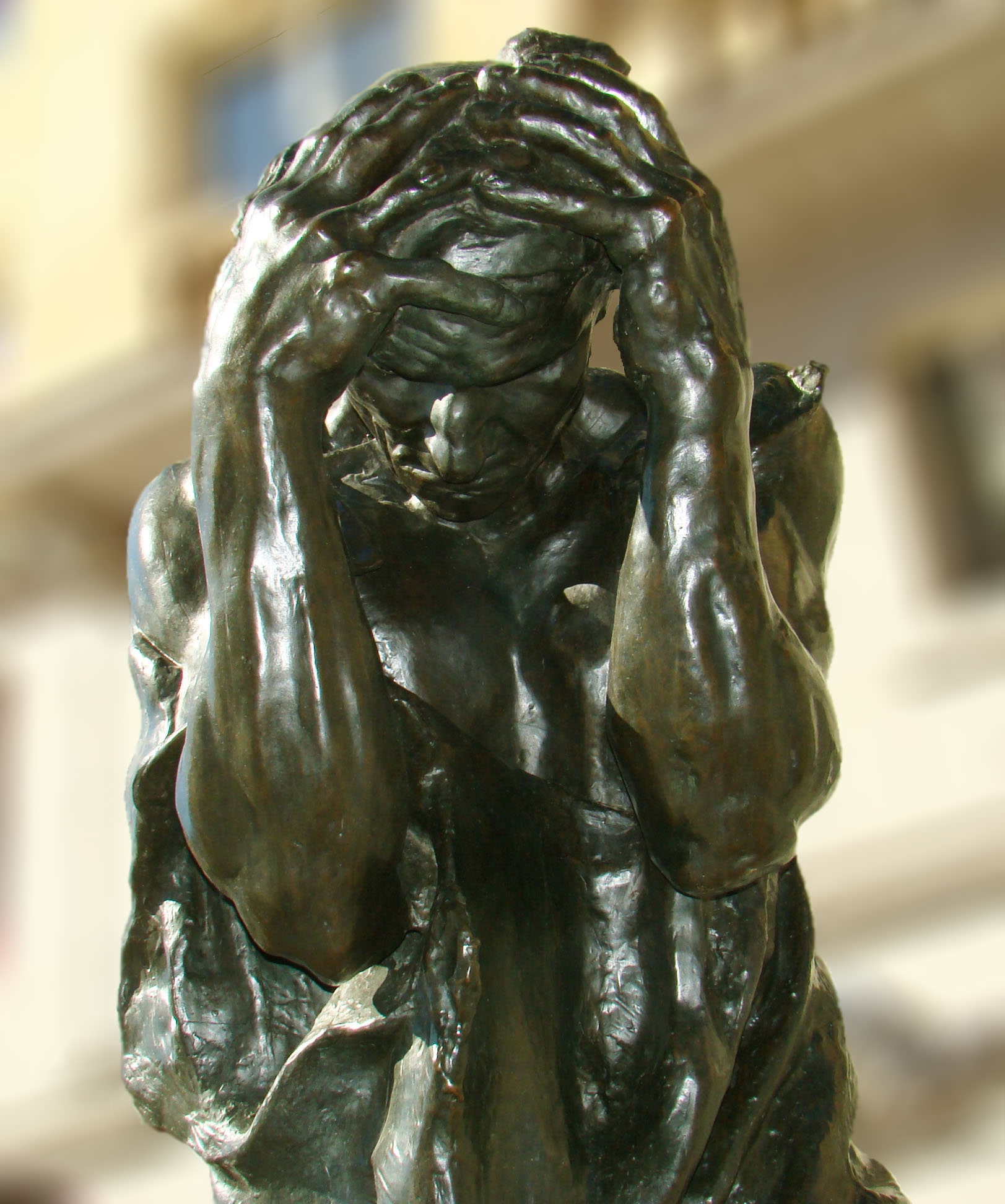
Ausschnitt von vorn
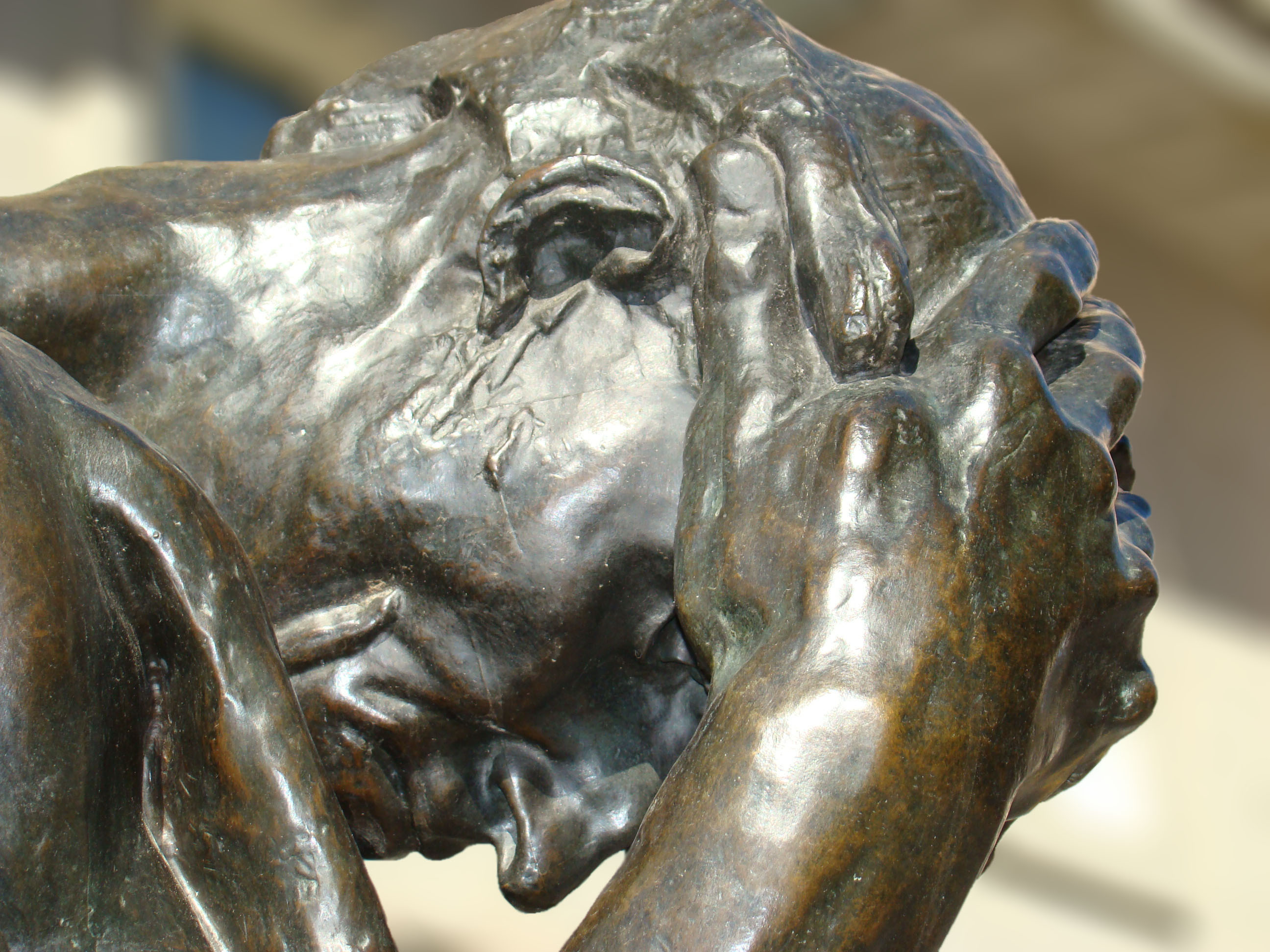
Kopf
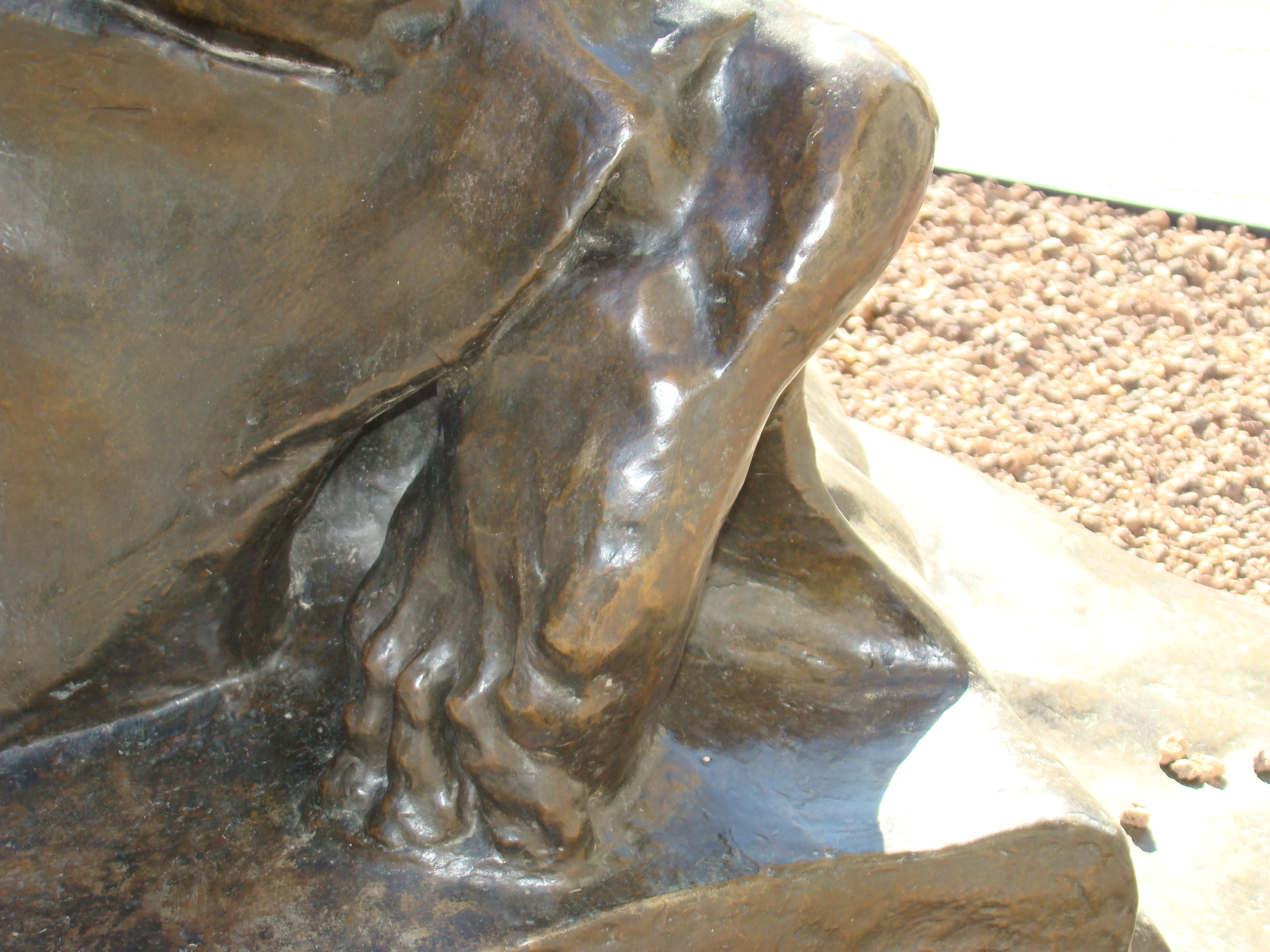
Fuß

## Museen
Museen, in denen die Figur u. a. ausgestellt ist:
- Musée Rodin, Paris
- Ny Carlsberg Glyptotek, Kopenhagen
- Israel Museum Jerusalem
- Rodin Gallery, Seoul
- Nationalmuseum für westliche Kunst, Tokyo
- Skulpturengarten der National Gallery von Australien, Canberra
- Norton Simon Museum in Pasadena, Kalifornien
- Skulpturengarten des Smithsonian Hirshhorn Museums, Washington, D.C.
- Rodin Museum in Philadelphia
- Metropolitan Museum of Art, New York. Die Figuren sind zusammen gruppiert
- Brooklyn Museum
- Kunstmuseum Basel.